# Lista laureaților Premiului Nobel pentru Fiziologie sau Medicină
| An   | Nume                                                                | Țară                              | Contribuția premiată |
| ---- | ------------------------------------------------------------------- | --------------------------------- | --- |
| 1901 | Emil Adolf von Behring                                              | Imperiul German                   | Pentru tratamentul cu ser specific al difteriei și pentru contribuția sa la elaborarea „teoriei hormonale a imunității”.                                                 |
| 1902 | Ronald Ross                                                         | Marea Britanie                    | Pentru lucrările în care evidențiază rolul țânțarilor ca sursă transmițătoare a malariei.                                                                                |
| 1903 | Niels Ryberg Finsen                                                 | Danemarca                         | Tratamentul cu raze luminoase concentrate și răcite, mai ales în lupus.                                                                                                  |
| 1904 | Ivan Pavlov                                                         | Rusia                             | Lucrările din domeniul fiziologiei digestiei. |
| 1905 | Robert Koch                                                         | Imperiul German                   | Descoperirea agentului patogen al tuberculozei. |
| 1906 | Camillo Golgi Santiago Ramón y Cajal                                | Italia Spania                     | Cercetări asupra structurii sistemului nervos. |
| 1907 | Charles Louis Alphonse Laveran                                      | Franța                            | Descoperirea rolului jucat de protozoare la producerea îmbolnăvirilor.                                                                                                   |
| 1908 | Ilia Ilici Mecinikov                                                | Rusia                             | Descoperirea fagocitozei și elaborarea „teoriei fagocitare a imunității”.                                                                                                |
| 1908 | Paul Ehrlich                                                        | Imperiul german                   | Lucrările în domeniul imunologiei și chimioterapiei sifilisului. |
| 1909 | Emil Theodor Kocher                                                 | Elveția                           | Lucrările din domeniul fiziologiei, patologiei și chirurgiei glandei tiroide.                                                                                            |
| 1910 | Albrecht Kossel                                                     | Imperiul german                   | Lucrările în domeniul constituenților proteici și nucleoproteici din celule.                                                                                             |
| 1911 | Allvar Gullstrand                                                   | Suedia                            | Lucrări de dioptrică a ochiului. |
| 1912 | Alexis Carrel                                                       | SUA                               | Lucrări privind structura vasculară și transplantarea vaselor sanguine și a organelor.                                                                                   |
| 1913 | Charles Robert Richet                                               | Franța                            | Descoperirea anafilaxiei, un caz particular al fenomenului imunitar. |
| 1914 | Robert Bárány                                                       | Austro-Ungaria                    | Lucrări de fiziologie și patologie a aparatului vestibular. |
| 1919 | Jules Bordet                                                        | Belgia                            | Descoperiri legate de imunitate. |
| 1920 | August Krogh                                                        | Danemarca                         | Descoperirea mecanismului de reglare a circulației capilare și a schimbului de gaze la nivel pulmonar.                                                                   |
| 1922 | Archibald Vivian Hill                                               | Marea Britanie                    | Explicarea procesului de producere a energiei musculare. |
| 1922 | Otto Fritz Meyerhof                                                 | Republica de la Weimar            | Lucrări asupra consumului de oxigen și metabolismului acidului lactic în mușchi.                                                                                         |
| 1923 | Frederick Banting și John James Richard MacLeod                     | Canada Marea Britanie             | Contribuția adusă în descoperirea și introducerea în terapeutică a insulinei.                                                                                            |
| 1924 | Willem Einthoven                                                    | Olanda                            | Descoperirea mecanismului electrocardiogramei. |
| 1926 | Johannes Fibiger                                                    | Danemarca                         | Descoperirea carcinomului spiropter. |
| 1927 | Julius Wagner-Jauregg                                               | Austria                           | Utilizarea malarioterapiei în paralizia generală. |
| 1928 | Charles Nicolle                                                     | Franța                            | Cercetările de epidemiologie asupra tifosului exantematic. |
| 1929 | Christiaan Eijkman                                                  | Olanda                            | Descoperirea vitaminei antinevritice. |
| 1929 | Frederick Gowland Hopkins                                           | Marea Britanie                    | Descoperirea vitaminelor stimulatoare ale creșterii. |
| 1930 | Karl Landsteiner                                                    | Austria                           | Descoperirea grupelor sanguine. |
| 1931 | Otto Heinrich Warburg                                               | Republica de la Weimar            | Descoperirea fermentului respirator. |
| 1932 | Charles Scott Sherrington și Edgar Douglas Adrian                   | Marea Britanie                    | Descoperiri privind funcțiile neuronului. |
| 1933 | Thomas Hunt Morgan                                                  | SUA                               | Descoperirea rolului jucat de cromozomi în ereditate. |
| 1934 | George Hoyt Whipple George Richards Minot William Parry Murphy      | SUA                               | Descoperiri privind tratamentul ficatului în caz de anemie. |
| 1935 | Hans Spemann                                                        | Germania                          | Descoperirea efectului „organizator” în dezvoltarea embrionului. |
| 1936 | Henry Hallett Dale Otto Loewi                                       | Marea Britanie Austria            | Descoperiri privind transmiterea chimică a influxului nervos. |
| 1937 | Albert Szent-Györgyi                                                | Ungaria                           | Evidențierea mecanismului proceselor biologice de oxidare și descompunere a vitaminei C.                                                                                 |
| 1938 | Corneille Heymans                                                   | Belgia                            | Descoperirea rolului jucat de mecanismele sino-aortice în reglarea respirației.                                                                                          |
| 1939 | Gerhard Domagk                                                      | Germania                          | Studiul asupra sulfamidelor. |
| 1943 | Henrik Dam Edward Adelbert Doisy                                    | Danemarca SUA                     | Descoperirea vitaminei K. |
| 1944 | Joseph Erlanger și Herbert Spencer Gasser                           | SUA                               | Descoperiri privind funcțiile intens diferențiate ale fibrelor nervoase elementare.                                                                                      |
| 1945 | Alexander Fleming Ernst Boris Chain Howard Walter Florey            | Marea Britanie                    | Descoperirea penicilinei și a acțiunii sale terapeutice în diverse boli infecțioase.                                                                                     |
| 1946 | Hermann Joseph Muller                                               | SUA                               | Crearea radiogeneticii și studiul mutațiilor produse de razele X. |
| 1947 | Carl Fedinand Cori Gerty Cori                                       | SUA                               | Descoperirea mecanismului biosintezei glicogenului. |
| 1947 | Bernardo Houssay                                                    | Argentina                         | Descoperirea rolului jucat de hormonul lobului hipofizar anterior în metabolismul zahărului.                                                                             |
| 1948 | Paul Hermann Müller                                                 | Elveția                           | Descoperirea eficacității produsului DDT ca insecticid de contact. |
| 1949 | Walter Rudolf Hess                                                  | Elveția                           | Descoperirea rolului hipotalamusului în coordonarea activității organelor interne.                                                                                       |
| 1949 | António Egas Moniz                                                  | Portugalia                        | Descoperirea valorii terapeutice a lobotomiei în anumite psihoze. |
| 1950 | Edward Calvin Kendall Tadeus Reichstein Philip Showalter Hench      | SUA Elveția SUA                   | Descoperiri privind hormonii corticosuprarenali, structura și acțiunea lor biologică.                                                                                    |
| 1951 | Max Theiler                                                         | Africa de Sud                     | Descoperirea virusului febrei galbene și a combaterii sale. |
| 1952 | Selman Waksman                                                      | SUA                               | Descoperirea streptomicinei, antibiotic eficace împotriva tuberculozei.                                                                                                  |
| 1953 | Fritz Albert Lipmann                                                | SUA                               | Descoperirea coenzimei A și a importanței sale în metabolismul intermediar.                                                                                              |
| 1953 | Hans Adolf Krebs                                                    | Marea Britanie                    | Descoperirea ciclului tricarboxilic care are loc în procesele de oxido-reducere la nivel celular.                                                                        |
| 1954 | John Franklin Enders Thomas Huckle Weller Frederick Chapman Robbins | SUA                               | Descoperirea posibilității de a cultiva virusurile poliomielitice pe țesuturi de diferite tipuri.                                                                        |
| 1955 | Hugo Theorell                                                       | Suedia                            | Descoperirea modului de acțiune a enzimelor oxidante. |
| 1956 | André Frédéric Cournand, Werner Forssmann și Dickinson W. Richards  | SUA Germania SUA                  | Descoperiri privind privind cateterismul cardiac și modificările patologice ale sistemului circulator.                                                                   |
| 1957 | Daniel Bovet                                                        | Italia                            | Sinteza unor compuși antihistaminici și a diferiților relaxanți musculari.                                                                                               |
| 1958 | George Wells Beadle Edward Lawrie Tatum Joshua Lederberg            | SUA                               | Lucrările din domeniul geneticii moleculare. |
| 1958 | Joshua Lederberg                                                    | SUA                               | Descoperiri legate de recombinările materialului genetic al bacteriilor.                                                                                                 |
| 1959 | Severo Ochoa, Arthur Kornberg                                       | SUA                               | Descoperirea mecanismului biosintezei acizilor nucleici (ARN și ADN) și a rolului acestora în ereditate.                                                                 |
| 1960 | Frank Macfarlane Burnet Peter Medawar                               | Australia Marea Britanie          | Descoperirea toleranței imunologice și explicarea ei. |
| 1961 | Georg von Békésy                                                    | Ungaria SUA                       | Descoperirea mecanismului fizic al stimulării formațiilor cohleare. |
| 1962 | Francis Crick, James D. Watson, Maurice Wilkins                     | Marea Britanie SUA Marea Britanie | Descoperirea ADN-ului. |
| 1963 | John Carew Eccles Andrew Huxley Alan Lloyd Hodgkin                  | Australia Marea Britanie          | Descoperirea mecanismelor ionice implicate în excitarea și inhibiția porțunilor periferice și centrale ale membranei celulei nervoase.                                   |
| 1964 | Konrad Bloch Feodor Lynen                                           | SUA Germania                      | Descoperirea mecanismului biochimic al sintezei colesterolului și acizilor grași.                                                                                        |
| 1965 | André Lwoff Jacques Monod François Jacob                            | Franța                            | Lucrările lor referitoare la reglarea genetică a sintezei proteinelor în celula vie.                                                                                     |
| 1966 | Peyton Rous                                                         | SUA                               | Descoperirea unor virusuri cancerigene. |
| 1966 | Charles Brenton Huggins                                             | SUA                               | Descoperiri privind tratamentul hormonal al cancerului de prostată. |
| 1967 | Ragnar Granit Haldan Keffer Hartline George Wald                    | Suedia SUA                        | Descoperiri privind procesele vizuale fiziologice și chimice fundamentale.                                                                                               |
| 1968 | Marshall Warren Nirenberg, Har Gobind Khorana                       | SUA                               | Aportul la descoperirea codului genetic. |
| 1968 | Robert W. Holley                                                    | SUA                               | Reușita „citirii” pentru întâia oară a secvenței complete a nucleotizilor unei molecule de ARN-solubil.                                                                  |
| 1969 | Max Delbrück, Alfred Hershey și Salvador Luria                      | SUA                               | Descoperiri privind substanțele neurotransmițătoare și mecanismul depozitării, eliberării, și inactivării lor.                                                           |
| 1970 | Bernard Katz Ulf von Euler Julius Axelrod                           | Marea Britanie Suedia SUA         | Descoperirea mecanismelor ionice implicate în excitarea și inhibiția porțiunilor periferice și centrale ale membranei celulei nervoase.                                  |
| 1971 | Earl Wilbur Sutherland Jr.                                          | SUA                               | Descoperiri în domeniul mecanismelor de acțiune a hormonilor |
| 1972 | Gerald Edelman, Rodney Robert Porter                                | SUA Marea Britanie                | Descoperirea structurii anticorpului (a moleculei de imunoglobulină). |
| 1973 | Karl von Frisch Konrad Lorenz Nikolaas Tinbergen                    | Austria Olanda                    | Studiile privind comportamentul animal, care deschid perspective psihiatriei, medicinii psihosomatice și ecologiei aplicate.                                             |
| 1974 | Albert Claude Christian de Duve George Emil Palade                  | Belgia SUA                        | Descoperirile de infrastructură celulară, în special a ribozomilor, loc de descifrare a mesajului ereditar și de biosinteză a proteinelor.                               |
| 1975 | David Baltimore Howard Martin Temin Renato Dulbecco                 | SUA Italia                        | Studiul interacțiunii dintre acizii nucleici ai virusurilor cancerigene și genomul celular.                                                                              |
| 1976 | Baruch Samuel Blumberg Daniel Carleton Gajdusek                     | SUA                               | Descoperirea noilor mecanisme ale originii și diseminării bolilor infecțioase.                                                                                           |
| 1977 | Roger Guillemin, Andrew V. Schally, Rosalyn Yalow                   | SUA                               | Descoperirea privind producția peptida hormonală a creierului. Descoperirea privind dezvoltarea tehnicii de radioimmunoassays a hormonilor peptidici.                    |
| 1978 | Werner Arber, Daniel Nathans, Hamilton O. Smith                     | SUA Suedia                        | Descoperirea enzimelor de restricție și de aplicarea lor la probleme de genetică moleculară.                                                                             |
| 1979 | Allan M. Cormack, Godfrey N. Hounsfield                             | SUA Marea Britanie                | Descoperirea privind computerul tomografic. |
| 1980 | Baruj Benacerraf, Jean Dausset, George D. Snell                     | SUA Franța                        | Pentru descoperirile lor, determinate genetic, în ceea ce privește structurile de pe suprafața celulelor care reglementează reacțiile imunologice.                       |
| 1981 | Roger W. Sperry, David H. Hubel, Torsten N. Wiesel                  | SUA Suedia                        | Descoperirea sa în ceea ce privește specializarea funcțională a emisferelor cerebrale. Descoperirile lor în ceea ce privește prelucrarea informațiilor în sistem vizual. |
| 1982 | Sune K. Bergström, Bengt I. Samuelsson, John R. Vane                | Suedia Marea Britanie             | Descoperirea lor în ceea ce privesc prostaglandinele și substanțele bioactive.                                                                                           |
| 1983 | Barbara McClintock                                                  | SUA                               | Descoperirea elementelor genetice mobile. |
| 1984 | Niels K. Jerne, Georges J.F. Köhler, César Milstein                 | SUA                               | Descoperirea cu privire la specificitatea în dezvoltarea și de control al sistemului imunitar și descoperirea principiului pentru producerea de anticorpi monoclonali.   |
| 1985 | Michael S. Brown, Joseph L. Goldstein                               | SUA                               | Descoperirea lor privind reglarea metabolismului colesterolului. |
| 1986 | Stanley Cohen, Rita Levi-Montalcini                                 | SUA                               | Descoperirea lor privind factorii de creștere. |
| 1987 | Susumu Tonegawa                                                     | Japonia                           | Descoperirea principiului genetic pentru producerea de anticorpi. |
| 1988 | Sir James W. Black, Gertrude B. Elion, George H. Hitchings          | Marea Britanie SUA                | Descoperirile lor de principii importante in tratamentul pentru droguri.                                                                                                 |
| 1989 | J. Michael Bishop, Harold E. Varmus                                 | SUA                               | Descoperirea lor privind originea oncogenă a celulelor retrovirale. |
| 1990 | Joseph E. Murray, E. Donnall Thomas                                 | SUA                               | Descoperirile lor în ceea ce privește transplantul de organe și de celule în tratamentul bolilor umane.                                                                  |
| 1991 | Erwin Neher, Bert Sakmann                                           | Germania                          | Descoperirile lor în ceea ce privește funcția de canale ionice unice în celule.                                                                                          |
| 1992 | Edmond H. Fischer, Edwin G. Krebs                                   | SUA                               | Descoperirile lor în ceea ce privește fosforilarea reversibilă a proteinelor ca un mecanism biologic de reglementare.                                                    |
| 1993 | Richard J. Roberts, Phillip A. Sharp                                | SUA Marea Britanie                | Descoperirea de gene split. |
| 1994 | Alfred G. Gilman, Martin Rodbell                                    | SUA                               | Descoperirea lor de proteine-G și rolul acestora în transducția de semnal în celulele.                                                                                   |
| 1995 | Edward B. Lewis, Christiane Nüsslein-Volhard, Eric F. Wieschaus     | SUA Germania SUA                  | Descoperirile lor privind controlul genetic al dezvoltării embrionare timpurii.                                                                                          |
| 1996 | Peter C. Doherty, Rolf M. Zinkernagel                               | Australia Elveția                 | Descoperirile lor în ceea ce privește caracterul specific al celulelor de apărare mediate imun.                                                                          |
| 1997 | Stanley B. Prusiner                                                 | SUA                               | Descoperirea de prioni - un nou principiu biologic de infecție. |
| 1998 | Robert F. Furchgott, Louis J. Ignarro, Ferid Murad                  | SUA                               | Descoperirile lor în ceea ce privește oxidul nitric, ca o moleculă de semnalizare în sistemul cardiovascular.                                                            |
| 1999 | Günter Blobel                                                       | SUA                               | Descoperirea faptului că proteinele au semnale intrinseci care guvernează transportul acestora și localizarea în celulă.                                                 |
| 2000 | Arvid Carlsson, Paul Greengard, Eric R. Kandel                      | Suedia SUA                        | Descoperirile lor în ceea ce privește transducția de semnal în sistemul nervos.                                                                                          |
| 2001 | Leland H. Hartwell, Tim Hunt, Sir Paul Nurse                        | SUA Marea Britanie                | Descoperirile lor de legături cheie ale ciclului celular. |
| 2002 | Sydney Brenner, H. Robert Horvitz, John E. Sulston                  | Marea Britanie SUA Marea Britanie | Descoperirile lor privind reglementarea genetică de dezvoltare a organelor și moartea programată a celulelor.                                                            |
| 2003 | Paul Lauterbur, Sir Peter Mansfield                                 | SUA                               | Descoperirea lor în ceea ce privește imagistica prin rezonanță magnetică.                                                                                                |
| 2004 | Linda B. Buck, Richard Axel                                         | SUA                               | Descoperirea lor de receptori odoranți și organizarea sistemului olfactiv.                                                                                               |
| 2005 | Barry J. Marshall, Robin Warren                                     | Australia                         | Descoperirea bacteriei Helicobacter pylori și rolul său în gastrită și ulcer peptic.                                                                                     |
| 2006 | Andrew Z. Fire Craig C. Mello                                       | SUA                               | Descoperirea lor de interferență ARN-ului - reducerea la tăcere a genei de dublu catenar a ARN-ului.                                                                     |
| 2007 | Sir Martin Evans Mario Capecchi Oliver Smithies                     | Marea Britanie SUA                | Pentru cercetările în domeniul modificărilor genetice realizate asupra organismului șoarecilor prin intermediul celulelor stem.                                          |
| 2008 | Harald zur Hausen Françoise Barré-Sinoussi Luc Montagnier           | Germania Franța                   | Pentru descoperirea faptului că virusul papilomului uman cauzează cancer cervical Pentru descoperirea virusului imunodeficienței umane.                                  |
| 2009 | Elizabeth Blackburn Jack Szostak Carol Greider                      | SUA                               | Pentru descoperirea felului în care cromozomii sunt protejați de telomeri și de enzima telomerază.                                                                       |
| 2010 | Robert G. Edwards                                                   | Marea Britanie                    | Pentru dezvoltarea fertilizării in vitro. |
| 2011 | Bruce Beutler Jules Hoffmann Ralph Steinman                         | SUA Franța Canada                 | Pentru descoperiri în ce privește activarea imunității înnăscute. Pentru descoperirea celulei dendritice și a rolului ei în imunitatea adaptivă                          |
| 2012 | John B. Gurdon Shinya Yamanaka                                      | Marea Britanie Japonia            | Pentru descoperirea faptului că celulele mature pot fi reprogramate pentru a deveni pluri potente                                                                        |
| 2013 | James E. Rothman Randy W. Schekman Thomas C. Südhof                 | SUA Germania                      | Pentru „descoperirile lor asupra mecanismului care reglează circulația veziculară, un sistem major de transport în celulele noastre”.                                    |
| 2014 | John O'Keefe May‐Britt Moser Edvard I. Moser                        | UK Norvegia                       | Pentru descoperirea celulelor care constituie un sistem de poziționare în creier.                                                                                        |
| 2015 | William C. Campbell Satoshi Ōmura Youyou Tu                         | Irlanda Japonia China             | Pentru descoperiri privind tratamente noi ale bolilor produse de viermii cilindrici și ale malariei.                                                                     |
| 2016 | Yoshinori Ohsumi                                                    | Japonia                           | Pentru descoperirea mecanismului autofagiei. |
| 2017 | Jeffrey C. Hall Michael Rosbash Michael W. Young                    | SUA                               | Pentru descoperirea mecanismelor moleculare care controlează ritmul circadian                                                                                            |
| 2018 | James P. Allison Tasuku Honjo                                       | SUA Japonia                       | Pentru descoperirea terapiei cancerului prin inhibarea reglării negative a sistemului imunitar                                                                           |
| 2019 | William G. Kaelin Jr. Peter J. Ratcliffe Gregg L. Semenza           | SUA Marea Britanie SUA            | Pentru descoperirile lor asupra modului în care celulele simt și se adaptează la disponibilitatea de oxigen                                                              |
| 2020 | Harvey J. Alter Michael Houghton Charles M. Rice                    | SUA Marea Britanie SUA            | Pentru descoperirea virusului hepatitei C |
| 2021 | David Julius Ardem Patapoutian                                      | SUA                               | Pentru descoperirea receptorilor de temperatură și pipăit |
| 2022 | Svante Pääbo                                                        | Suedia                            | Pentru descoperirile sale privind genomul homininilor dispăruți și evoluția umană                                                                                        |
| 2023 | Katalin Karikó Drew Weissman                                        | SUA                               | Pentru descoperirile lor privind modificările bazelor nucleozidice care au permis dezvoltarea unor vaccinuri ARN mesager eficiente împotriva COVID-19                    |
| 2024 | Victor Ambros Gary Ruvkun                                           | SUA                               | Pentru descoperirea microARN-ului și a rolului său în reglarea post-transcripțională a genelor                                                                           |